# Campionati del mondo di atletica leggera indoor 2012 - Staffetta 4×400 metri maschile
La staffetta 4×400 metri maschile si è tenuta il 10 e l'11 marzo 2012. Partecipano 11 delle 12 nazioni qualificate.

## Risultati

### Batterie
Si qualificano alla finale i primi 2 più i 2 migliori tempi.
| Pos | Batt | Paese             | Nomi Atleti                                                                | Time    | Note  |
| --- | ---- | ----------------- | -------------------------------------------------------------------------- | ------- | ----- |
| 1   | 2    | Gran Bretagna     | Conrad Williams, Luke Lennon-Ford, Michael Bingham, Richard Buck           | 3:07.45 | Q, SB |
| 2   | 1    | Stati Uniti       | Frankie Wright, Jamaal Torrance, Manteo Mitchell, Quentin Iglehart-Summers | 3:07.47 | Q, SB |
| 3   | 2    | Polonia           | Jakub Krzewina, Marcin Marciniszyn, Grzegorz Sobiński, Łukasz Krawczuk     | 3:07.99 | Q, SB |
| 4   | 2    | Trinidad e Tobago | Lalonde Gordon, Renny Quow, Jereem Richards, Jarrin Solomon                | 3:08.32 | q, SB |
| 5   | 2    | Russia            | Sergey Petukhov, Valentin Kruglyakov, Semen Golubev, Vladislav Frolov      | 3:08.43 | q, SB |
| 6   | 2    | Ucraina           | Myhaylo Knysh, Volodymyr Burakov, Dmytro Bikulov, Yevhen Hutsol            | 3:08.92 | NR    |
| 7   | 2    | Rep. Ceca         | Josef Prorok, Petr Lichý, Vaclav Barak, Theodor Jareš                      | 3:09.46 | SB    |
| 8   | 1    | Spagna            | Mark Ujakpor, David Testa, Samuel García, Xavier Carrión                   | 3:10.51 | Q, SB |
| 9   | 1    | Venezuela         | José Acevedo, Omar Longart, Alberto Aguilar, Freddy Mezones                | 3:11.11 | NR    |
| 10  | 1    | Turchia           | Ali Ekber Kayaş, Halit Kiliç, Mehmet Güzel, Yavuz Can                      | 3:11.28 | NR    |
| 11  | 1    | Botswana          | Thapelo Ketlogetswe, Isaac Makwala, Pako Seribe, Zacharia Kamberuka        | 3:13.21 | NR    |
|     | 1    | Bahamas           | Michael Mathieu, La'Sean Pickstock, Jameson Strachan, Demetrius Pinder     | DNS     |       |

### Finale
Started at 17:40.
| Rank | Paese             | Atleti                                                                 | Tempo   | Note |
| ---- | ----------------- | ---------------------------------------------------------------------- | ------- | ---- |
| 1    | Stati Uniti       | Frankie Wright, Calvin Smith Jr., Manteo Mitchell, Gil Roberts         | 3:03.94 | SB   |
| 2    | Gran Bretagna     | Conrad Williams, Nigel Levine, Michael Bingham, Richard Buck           | 3:04.72 | SB   |
| 3    | Trinidad e Tobago | Lalonde Gordon, Renny Quow, Jereem Richards, Jarrin Solomon            | 3:06.85 | NR   |
| 4    | Russia            | Sergey Petukhov, Valentin Kruglyakov, Semen Golubev, Vladislav Frolov  | 3:07.35 | SB   |
| 5    | Spagna            | Mark Ujakpor, David Testa, Samuel García, Xavier Carrión               | 3:10.01 | SB   |
| 6    | Polonia           | Jakub Krzewina, Marcin Marciniszyn, Grzegorz Sobiński, Łukasz Krawczuk | 3:11.86 |      |